# Single numer jeden w roku 2007 (USA)

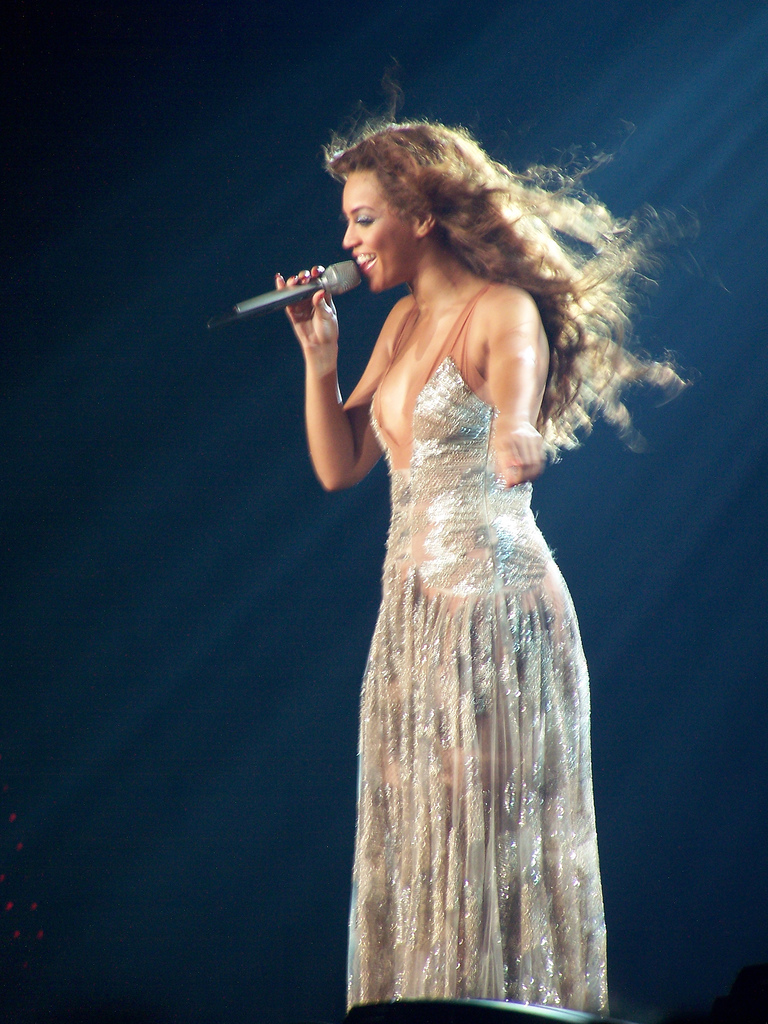
Singel "Irreplaceable" Beyoncé Knowles spędził siedem nieprzerwanych tygodni na szczycie notowania i zajął miejsce 1. listy najpopularniejszych piosenek 2007 roku, Top Hot 100 Hits of 2007

Notowanie Billboard Hot 100 przedstawia najlepiej sprzedające się single w Stanach Zjednoczonych. Publikowane jest ono przez magazyn Billboard, a dane kompletowane są przez Nielsen SoundScan w oparciu o cotygodniowe wyniki sprzedaży cyfrowej oraz fizycznej singli, a także częstotliwość emitowania piosenek na antenach stacji radiowych. W 2007 roku 18 singli uplasowało się na szczycie notowania w 52 wydaniach magazynu.
W 2007 roku ośmiu artystów po raz pierwszy w karierze uplasowało się na szczycie Billboard Hot 100: Maroon 5, Avril Lavigne, Mims, Plain White T’s, Sean Kingston, Soulja Boy Tell ’Em, T-Pain i Yung Joc. Producent Timbaland nagrał swój pierwszy singel numer jeden, "Give It to Me"; wcześniej pojawił się gościnnie w piosence "Promiscuous" Nelly Furtado, która również zajęła miejsce 1. na Billboard Hot 100. Dwa single T-Paina, Justina Timberlake’a i Fergie uplasowały się na pozycji 1. notowania.
Trzy single spędziły najwięcej czasu na miejscu 1. listy: "Irreplaceable" Beyoncé Knowles, "Umbrella" Rihanny oraz "Crank That (Soulja Boy)" Soulja Boy Tell ’Em. Wszystkie z nich były na szczycie siedem tygodni, jednak tylko dwa pierwsze nieprzerwanie. W dodatku utwór Beyoncé zajmował pozycję 1. również przez trzy ostatnie tygodnie 2006 roku, spędzając w sumie dziesięć tygodni na szczycie. Tym samym piosenka ta w 2006 roku została pozostającym najdłużej na miejscu 1. singlem. Wynik 10 tygodni "Irreplaceable" wyrównany został w 2008 roku przez "Low" Flo Ridy. Inny utwór, który utrzymywał się na pierwszym miejscu przez długi okres, to "No One" (5 tygodni) Alicii Keys.
"Irreplaceable" Beyoncé była najpopularniejszą piosenką 2007 roku i została umieszczona na czele listy Top Hot 100 Hits of 2007, podsumowującej cały rok w muzyce. Największy skok roku na Billboard Hot 100 zanotował zespół Maroon 5 z singlem "Makes Me Wonder", który w ciągu tygodnia awansował z 64. na 1. miejsce. "Umbrella" Rihanny, która była na szczycie notowania przez siedem z trzynastu wakacyjnych tygodni wybrana została piosenką lata 2007.

## Historia notowania

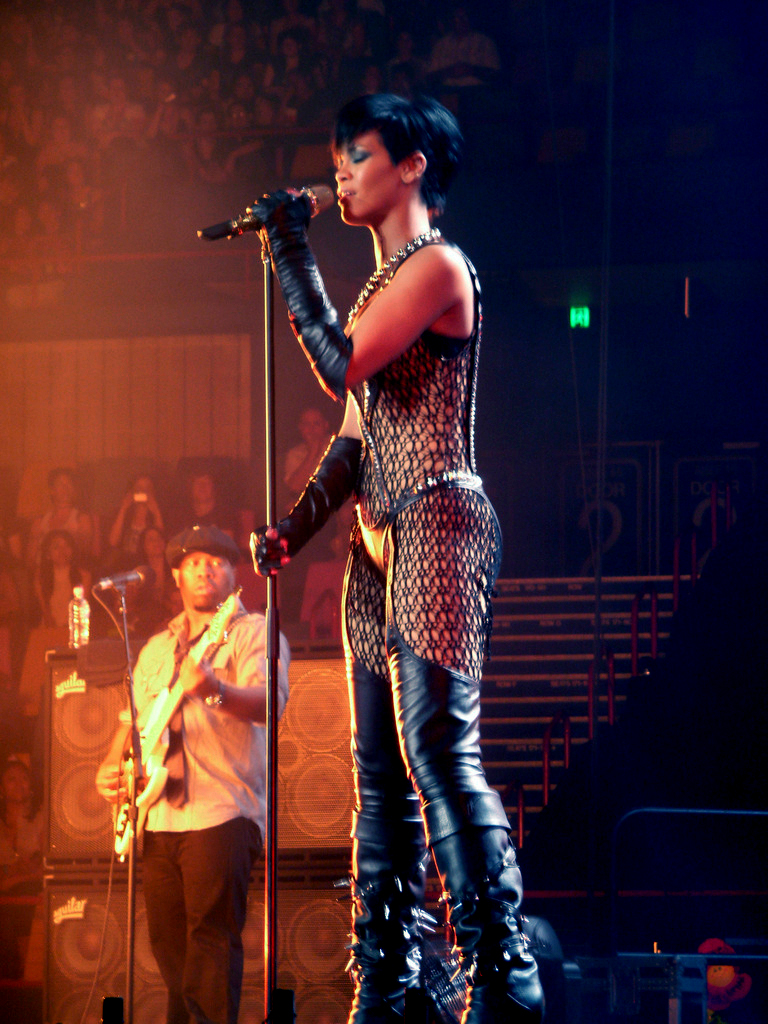
Piosenka "Umbrella" Rihanny została piosenką lata 2007, spędzając siedem tygodni na szczycie Billboard Hot 100.

| Data publikacji | Piosenka                           | Artysta                                               | Źródła |
| --------------- | ---------------------------------- | ----------------------------------------------------- | ------ |
| 6 stycznia      | "Irreplaceable"                    | Beyoncé                                               | [ 9 ]  |
| 13 stycznia     | "Irreplaceable"                    | Beyoncé                                               | [ 10 ] |
| 20 stycznia     | "Irreplaceable"                    | Beyoncé                                               | [ 11 ] |
| 27 stycznia     | "Irreplaceable"                    | Beyoncé                                               | [ 12 ] |
| 3 lutego        | "Irreplaceable"                    | Beyoncé                                               | [ 13 ] |
| 10 lutego       | "Irreplaceable"                    | Beyoncé                                               | [ 14 ] |
| 17 lutego       | "Irreplaceable"                    | Beyoncé                                               | [ 15 ] |
| 24 lutego       | "Say It Right"                     | Nelly Furtado                                         | [ 16 ] |
| 3 marca         | "What Goes Around... Comes Around" | Justin Timberlake                                     | [ 17 ] |
| 10 marca        | "This Is Why I’m Hot"              | Mims                                                  | [ 18 ] |
| 17 marca        | "This Is Why I’m Hot"              | Mims                                                  | [ 19 ] |
| 24 marca        | "Glamorous"                        | Fergie featuring Ludacris                             | [ 20 ] |
| 31 marca        | "Glamorous"                        | Fergie featuring Ludacris                             | [ 21 ] |
| 7 kwietnia      | "Don’t Matter"                     | Akon                                                  | [ 22 ] |
| 14 kwietnia     | "Don’t Matter"                     | Akon                                                  | [ 23 ] |
| 21 kwietnia     | "Give It to Me"                    | Timbaland featuring Nelly Furtado i Justin Timberlake | [ 24 ] |
| 28 kwietnia     | "Give It to Me"                    | Timbaland featuring Nelly Furtado i Justin Timberlake | [ 25 ] |
| 5 maja          | "Girlfriend"                       | Avril Lavigne                                         | [ 26 ] |
| 12 maja         | "Makes Me Wonder"                  | Maroon 5                                              | [ 27 ] |
| 19 maja         | "Makes Me Wonder"                  | Maroon 5                                              | [ 28 ] |
| 26 maja         | "Buy U a Drank (Shawty Snappin')"  | T-Pain featuring Yung Joc                             | [ 29 ] |
| 2 czerwca       | "Makes Me Wonder"                  | Maroon 5                                              | [ 30 ] |
| 9 czerwca       | "Umbrella"                         | Rihanna featuring Jay-Z                               | [ 31 ] |
| 16 czerwca      | "Umbrella"                         | Rihanna featuring Jay-Z                               | [ 32 ] |
| 23 czerwca      | "Umbrella"                         | Rihanna featuring Jay-Z                               | [ 33 ] |
| 30 czerwca      | "Umbrella"                         | Rihanna featuring Jay-Z                               | [ 34 ] |
| 7 lipca         | "Umbrella"                         | Rihanna featuring Jay-Z                               | [ 35 ] |
| 14 lipca        | "Umbrella"                         | Rihanna featuring Jay-Z                               | [ 36 ] |
| 21 lipca        | "Umbrella"                         | Rihanna featuring Jay-Z                               | [ 37 ] |
| 28 lipca        | "Hey There Delilah"                | Plain White T’s                                       | [ 38 ] |
| 4 sierpnia      | "Hey There Delilah"                | Plain White T’s                                       | [ 39 ] |
| 11 sierpnia     | "Beautiful Girls"                  | Sean Kingston                                         | [ 40 ] |
| 18 sierpnia     | "Beautiful Girls"                  | Sean Kingston                                         | [ 41 ] |
| 25 sierpnia     | "Beautiful Girls"                  | Sean Kingston                                         | [ 42 ] |
| 1 września      | "Beautiful Girls"                  | Sean Kingston                                         | [ 43 ] |
| 8 września      | "Big Girls Don’t Cry"              | Fergie                                                | [ 44 ] |
| 15 września     | "Crank That (Soulja Boy)"          | Soulja Boy Tell ’Em                                   | [ 45 ] |
| 22 września     | "Crank That (Soulja Boy)"          | Soulja Boy Tell ’Em                                   | [ 46 ] |
| 29 września     | "Stronger"                         | Kanye West                                            | [ 47 ] |
| 6 października  | "Crank That (Soulja Boy)"          | Soulja Boy Tell ’Em                                   | [ 48 ] |
| 13 października | "Crank That (Soulja Boy)"          | Soulja Boy Tell ’Em                                   | [ 49 ] |
| 20 października | "Crank That (Soulja Boy)"          | Soulja Boy Tell ’Em                                   | [ 50 ] |
| 27 października | "Crank That (Soulja Boy)"          | Soulja Boy Tell ’Em                                   | [ 51 ] |
| 3 listopada     | "Crank That (Soulja Boy)"          | Soulja Boy Tell ’Em                                   | [ 52 ] |
| 10 listopada    | "Kiss Kiss"                        | Chris Brown featuring T-Pain                          | [ 53 ] |
| 17 listopada    | "Kiss Kiss"                        | Chris Brown featuring T-Pain                          | [ 54 ] |
| 24 listopada    | "Kiss Kiss"                        | Chris Brown featuring T-Pain                          | [ 55 ] |
| 1 grudnia       | "No One"                           | Alicia Keys                                           | [ 56 ] |
| 8 grudnia       | "No One"                           | Alicia Keys                                           | [ 57 ] |
| 15 grudnia      | "No One"                           | Alicia Keys                                           | [ 58 ] |
| 22 grudnia      | "No One"                           | Alicia Keys                                           | [ 59 ] |
| 29 grudnia      | "No One"                           | Alicia Keys                                           | [ 60 ] |